# Río Roca
Río Roca är ett vattendrag i Spanien.   Det ligger i provinsen Provincia de Lugo och regionen Galicien, i den nordvästra delen av landet, 500 km nordväst om huvudstaden Madrid.